# Sprengel Museum Hannover
Le Sprengel Museum Hannover, situé à Hanovre, est l'un des plus importants musées allemands d'art moderne. Il a été fondé en 1979 à partir de la collection de Bernhard Sprengel (en) (1899-1985), qui s'attachait plus particulièrement aux expressionnistes allemands et aux peintres modernes français.
La collection Sprengel contient notamment des œuvres de Ernst Ludwig Kirchner, August Macke, Franz Marc, Alexej von Jawlensky, Oskar Kokoschka, Max Ernst, Paul Klee, Jean Arp, Henry Laurens, Pablo Picasso, Fernand Léger, Pierre Soulages, Kurt Schwitters… Salvador Dalí est également représenté, avec La Nostalgie du cannibale (image instantanée), de 1932.
Construit par les architectes de Cologne Peter et Ursula Trint, le musée comprend un département de peintures et de sculptures, un département de photographie et de multimédia, un département des estampes. Niki de Saint Phalle y a été exposée en 2000 ; et elle a fait une donation au musée en 2001.

## Galerie

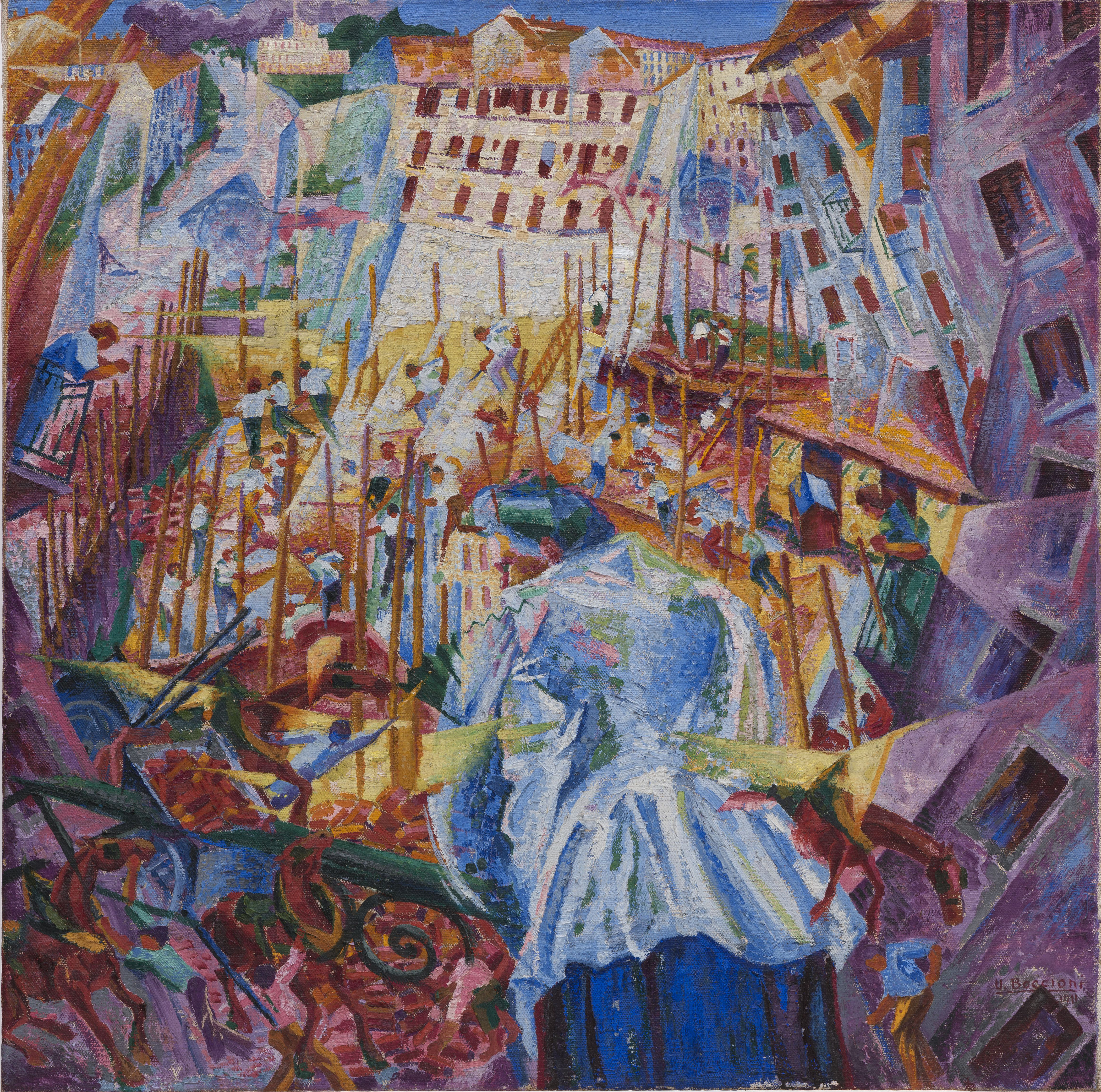
Umberto Boccioni, La rue entre dans la maison (La strada entra nella casa) (1911)
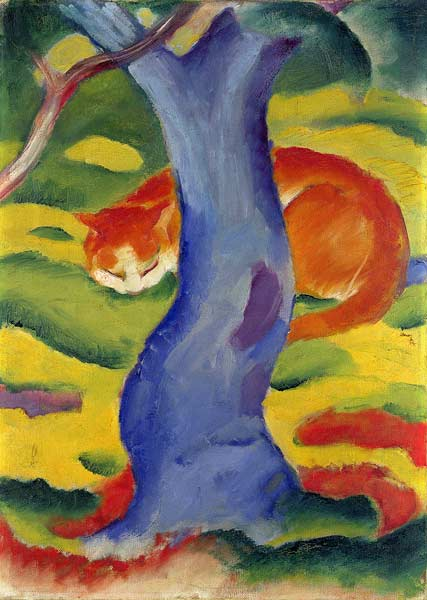
Franz Marc, Chat derrière un arbre (Katze hinter einem Baum) (1911)
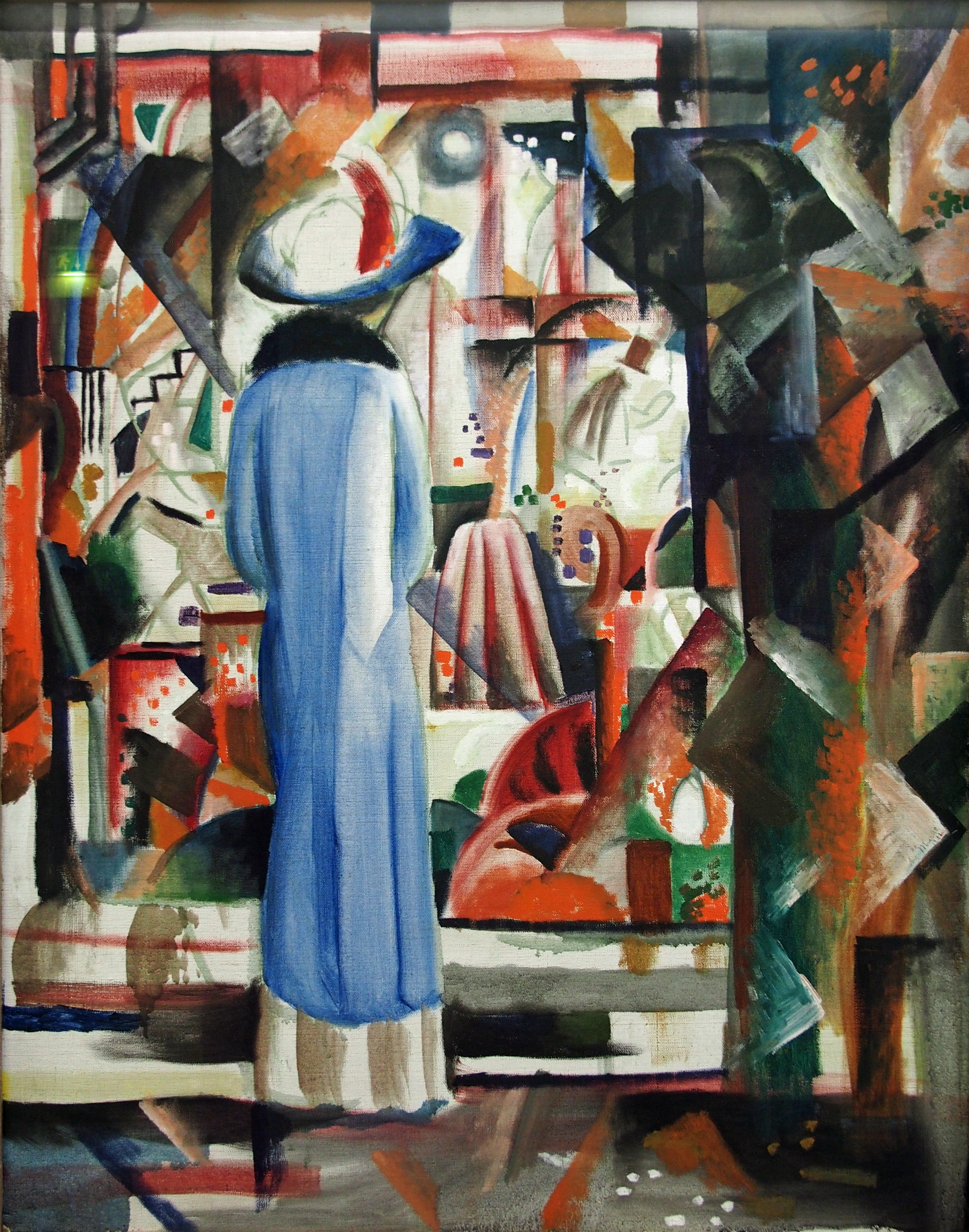
August Macke, Grande Vitrine brillante (Großes helles Schaufenster) (1912)
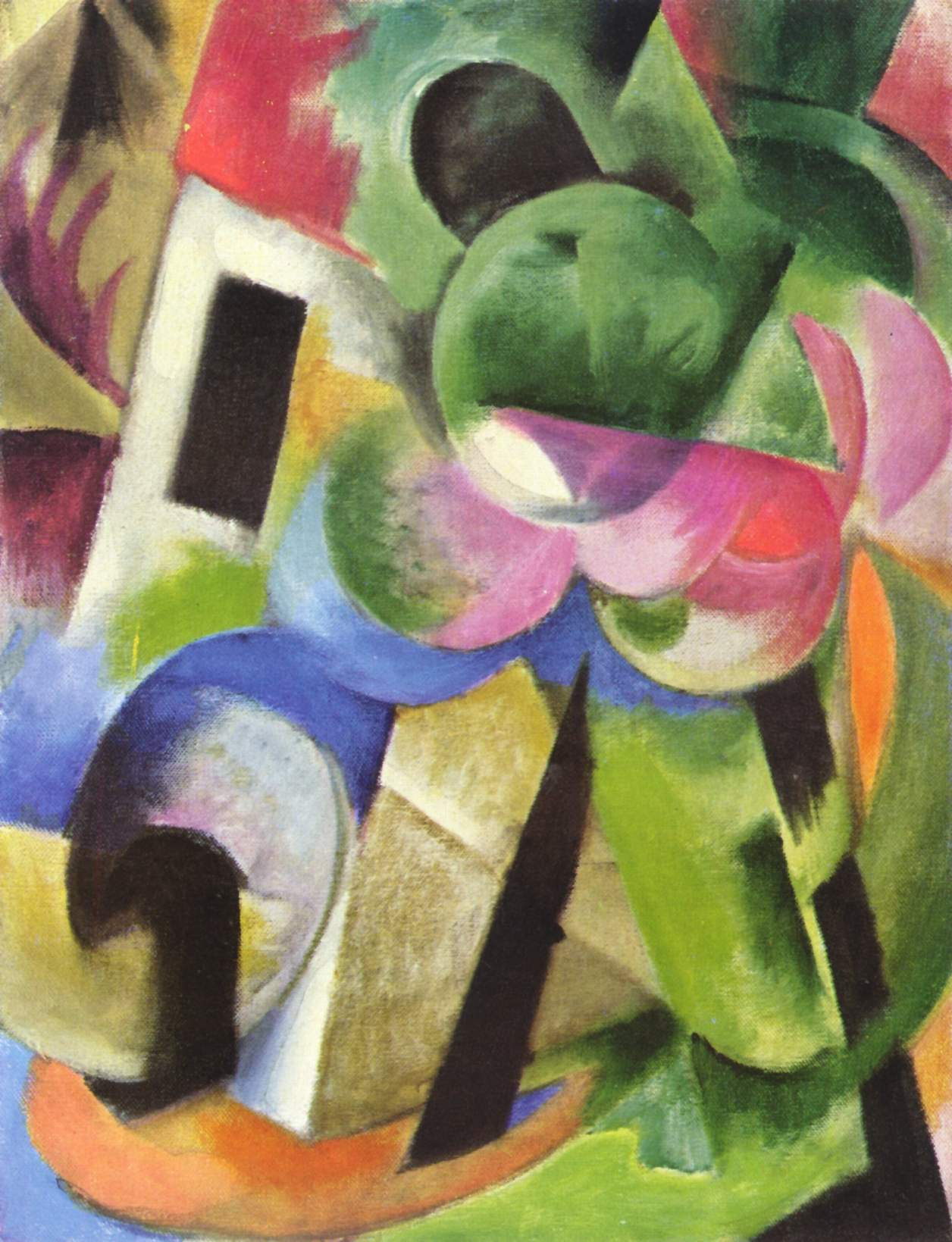
Franz Marc, Petite Composition II (Kleine Komposition II) (1914)
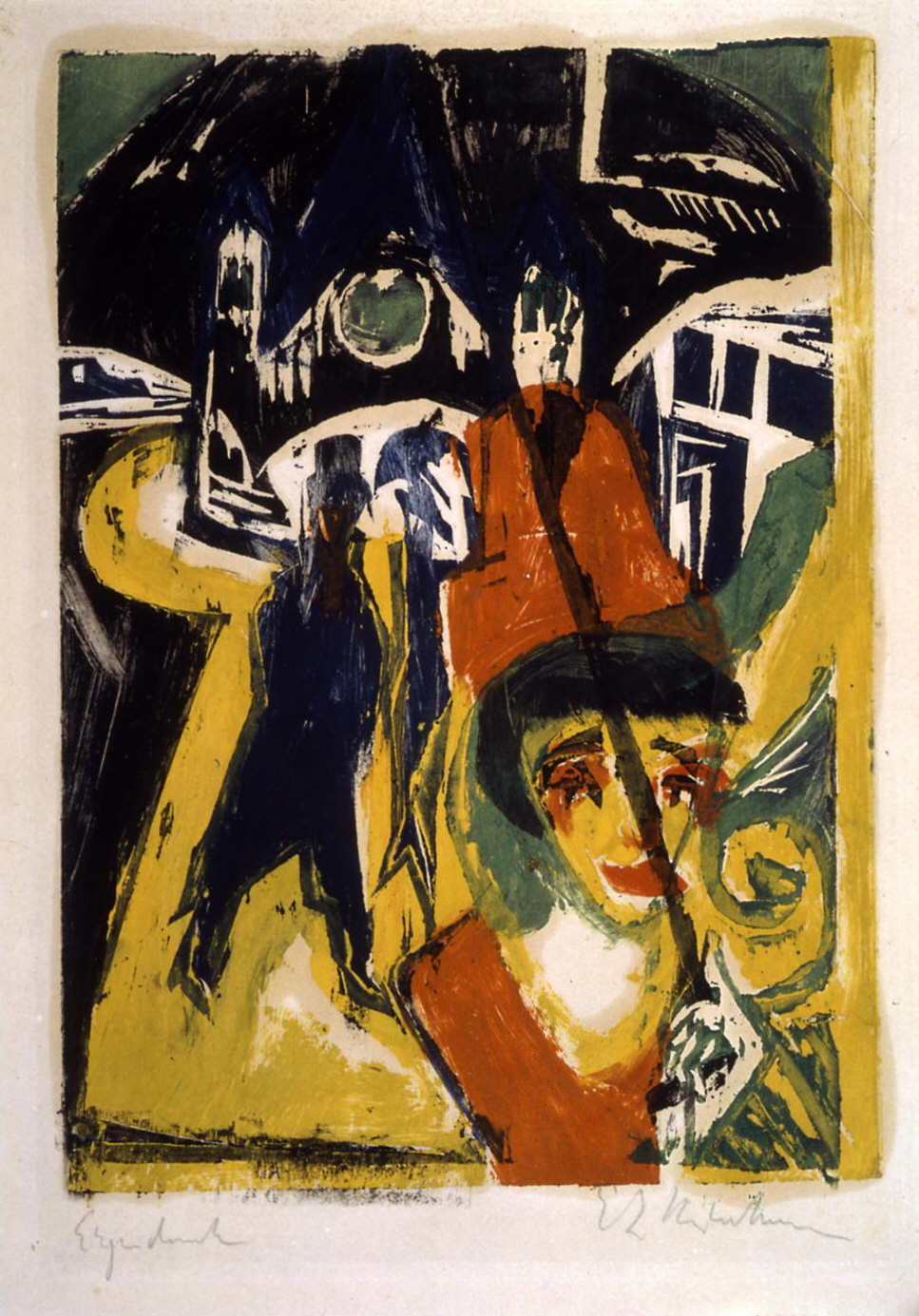
Ernst Ludwig Kirchner, Cocotte dans les rues (Kokotte auf der Straße) (1915)
Paul Klee, Mythe des fleurs (Blüth Mythos) (1918)